# Antiguo convento de Chichicaxtla
El antiguo convento de Chichicaxtla también conocido como Parroquia de Nuestra Señora de la Asunción, es un convento agustino del siglo XVI, ubicado en la localidad de Chichicaxtla, municipio de Tlahuiltepa en el estado de Hidalgo, México. Ha éste conjunto arquitectónico, pertenece también un segundo convento en ruinas, la llamada Iglesia Vieja de Chichicaxtla, localizado en la serranía de la localidad, y cuenta con un atrio, capilla abierta, y espadaña.
Los conventos construidos en la denominada frontera chichimeca, fueron fundaciones monásticas virreinales enclavadas en los territorios donde imperaban pueblos nómadas, exhiben peculiaridades arquitectónicas que los diferencian de construcciones religiosas del mismo tipo. Los chichimecas atacaron varias veces los conventos de la frontera, en la segunda mitad del siglo XVI; en Hidalgo atacaron principalmente los conventos de Chapulhuacán y Chichicaxtla. Chichicaxtla fue abandonada y reocupada varias veces debido a los ataques de los chichimecas.

## Historia

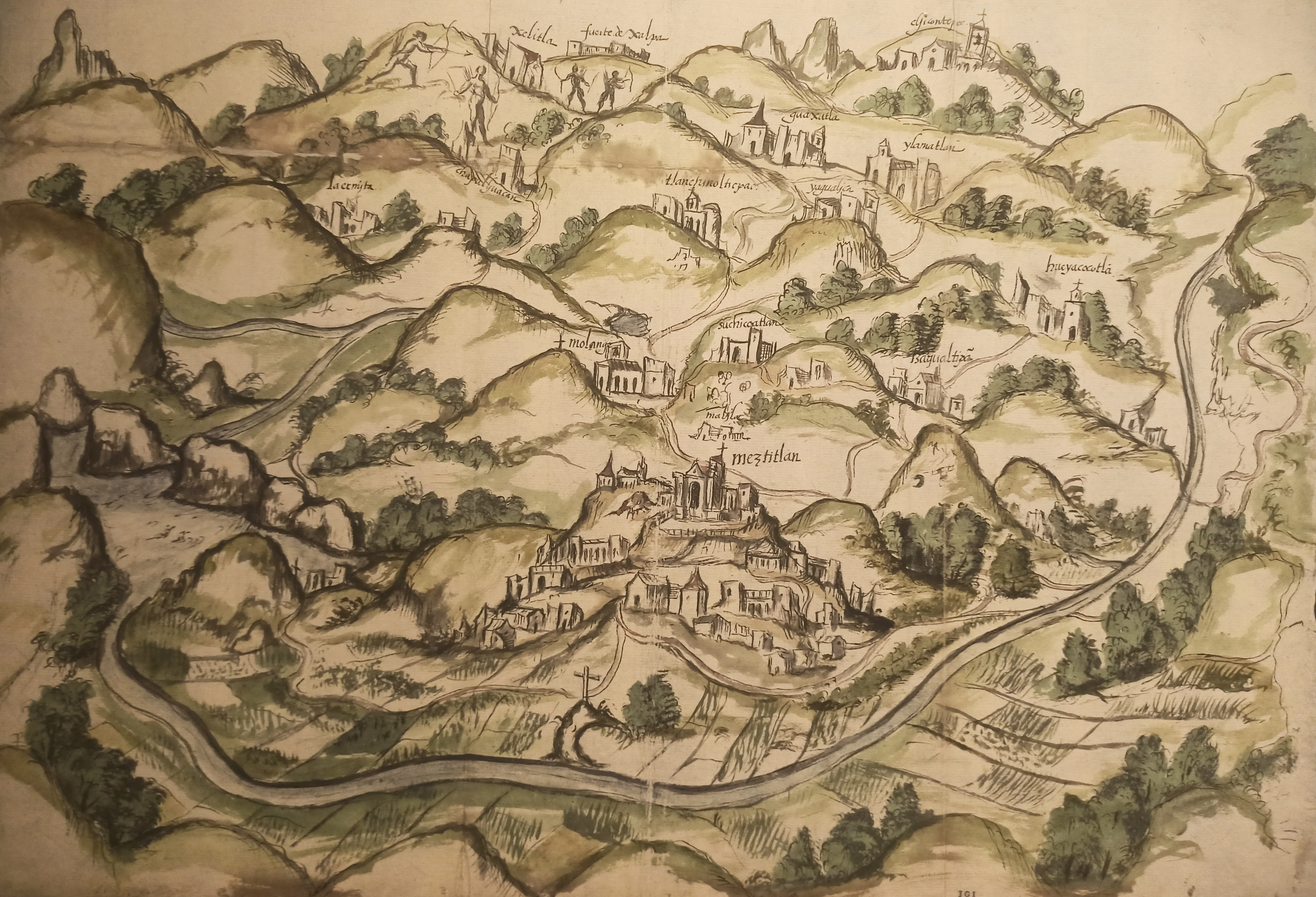
Mapa de Metztitlán - Relaciones geográficas de Indias (1579); donde se observa la "la Ermita de Tzitzicastlán".

En 1539 se funda la visita, quedando como dependencia del Convento de los Santos Reyes en Metztitlán, se dedica a Nuestra Señora de Monserrat, por el parecido del paisaje con Monserrat de España. En 1553, Chichicaxtla continuaba como pueblo sujeto al vecino Tenango, situación que comenzó desde por lo menos 1547. Para 1557 se da la elevación a priorato de "la Ermita de Tzitzicastlán".
Chichicaxtla era solamente una estancia sujeta al vecino Tenango, punto intermedio entre Metztitlán y Chichicaxtla, Tenango fue un primer punto de penetración y apoyo hacia la conquista espiritual de la Sierra Gorda, y por eso mismo, una víctima muy indefensa contra los ataques chichimecas. Es para 1579, probable que la Iglesia Vieja ya estuviera abandonada, y el culto e imágenes trasladados a la Parroquia de Nuestra Señora de la Asunción. Para los años de 1588 y 1589 acaeció el ataque de los chichimecas; a la visita de Tenango, ocasionó su abandono y ruina, así como la de la población, reforzando entonces el carácter de cabecera adquirido por el cercano convento de Chichicaxtla. Chichicaxtla desplazó a su antigua cabecera, debido en parte a la fama alcanzada al haberse convertido en lugar de retiro agustino.
En 1753 sobrevino la secularización de los conventos, asignándoles solamente a los agustinos dos de sus curatos: Malinalco y Metztitlán. A este último se le reconocieron como vicarías fijas subordinadas: Zoquizoquipan, Tlacolula, Iztacoyotla, Chichicaxtla, Bonanza, Chapulhuacán y Xilitla. Para principios del siglo XIX, en un documento, se reseña el litigio de los pueblos de Chichicaxtla y San Juan Amajac, contra dominicos de la Provincia de Santiago, ahora dueños de la hacienda de Almolón, sobre posesión de tierras.
Alrededor de 1907 y 1908 se adosó el espacio, y los derrames de la serie de ventanas que dan a la calle coinciden con esta época de construcción. A lo largo de la fachada sureste se colocó un empedrado a manera de banqueta. Entre 1929 y 1932 se realizan las fichas de campo del Catálogo de Construcciones Religiosas del Estado de Hidalgo, que fueron publicadas entre 1941 y 1942; hay que señalar en el Catálogo se menciona como una vicaría fija con la advocación del Señor de la Resurrección, proporcionando la descripción y la planta, datos que no corresponden en absoluto con las características del monumento.
Una etapa constructiva es el anexo de la cocina, y una plataforma de concreto con escaleras para acceder al convento, colocadas en 1949. En 1965 se coloca un sobre techo de lámina en la porción noroeste, para tratar de resolver las filtraciones de la bóveda. El piso de mosaico y firme de concreto de la nave fueron colocados en 1977. Las gradas del altar mayor fueron levantadas en 1979. La banqueta de cemento es colocada en 1988. A principios de 1991, se realiza la elaboración del Catálogo del Patrimonio Cultural del Estado de Hidalgo.
En 2010 se presentó el libro "La Irrupción de la Soledad Chichicaxtla", de Antonio Lorenzo Monterrubio; editado por el Consejo Estatal para la Cultura y las Artes de Hidalgo y el Instituto Nacional de Antropología e Historia, donde se cuenta de la fundación y ventura de los conventos de Chichicaxtla.

## Arquitectura

### Iglesia Vieja
Completamente en ruinas, está compuesta de porciones de elevados muros y contrafuertes de mampostería, cubiertas de vegetación. Forma una especie de larga nave, con restos de cuartos levantados a los costados. Uno de ellos conserva un paramento con el vano de una puerta y ventana, con una serie de nichos a largo de la parte superior. Una espadaña aislada se encuentra en el límite del atrio; construida a base de mampostería, con una base de casi dos metros de ancho y ocho  medio metros de alto. Cuenta con seis vanos, el remate toma forma piramidal. El atrio se encuentra limitado por una derruida barda sustituida a tramos por piedra suelta.

### Parroquia de Nuestra Señora de la Asunción
Los muros son de mampostería y la cubierta de bóveda de cañón corrido. Un costado de la nave, estaba en un principio abierto al exterior mediante una serie de arcos sostenidos por robustas columnas de cantera, que por su posición hace pensar en una especie de vestibulación, o de capilla abierta.
Otra capilla continua el espacio en sentido perpendicular a la primera, igualmente cubierta con bóveda de cañón, con un sencillo altar compuesto de cuatro columnas jónicas sosteniendo un entablamento con frontón semicircular, todo en madera. Se ilumina mediante dos ventanas que dan al patio del claustro. El minúsculo patio del claustro está limitado por dos de sus lados por las capillas anteriormente mencionadas. Seis cuartos se agrupan alrededor del pasillo del claustro, y completando este conjunto se halla un espacioso salon rectangular que forma parte de la fachada principal.
Una iglesia fue afiadida en forma paralela a la nave original, de una nave, muros de mampostería, piso de cemento, y cubierta de lámina metálica sobre estructura de madera. Su fachada está reforzada por dos gruesos contrafuertes, uno de ellos de forma cónica. Se accede a su interior mediante una escalinata semicircular. La puerta de entrada y una ventana superior que ilumina al coro.
El interior tiene un plafón de tablas de madera, los muros aplanados y pintados, un altar con un Cristo central y coro de madera. La torre del campanario, es de un solo cuerpo rematado por una cupulilla y almenas. Alberga tres campanas antiguas, con fechas ilegibles. Una linternilla se levanta a media nave de la capilla perpendicular. Varias de las bóvedas de cañón fueron cubiertas por techumbre de lámina, debido a las continuas filtraciones y humedad que presentaban. La iglesia cuenta con una porción de terreno lateral, a manera de atrio, rodeada por una cerca de piedra suelta.